# ジーア・マンテーニャ
ジーア・マンテーニャ（Gia Mantegna、1990年4月17日 - ）は、アメリカ合衆国の女優。

## 出演作品
- ［アパートメント:143］（ケイトリン・ホワイト）
- アメリカン・ティーンエイジャー　～エイミーの秘密～ シーズン2
- ミディアム６　霊能者アリソン・デュボア
- アメリカン・ティーンエイジャー　～エイミーの秘密～ シーズン1
- クリミナル・マインド FBI行動分析課 シーズン3 第12話 （リンゼイ・ヴォーン）
- エアポート・アドベンチャー　クリスマス大作戦（グレース）